# Dolus-le-Sec
Dolus-le-Sec är en kommun i departementet Indre-et-Loire i regionen Centre-Val de Loire i de centrala delarna av Frankrike. Kommunen ligger i kantonen Loches som tillhör arrondissementet Loches. År 2022 hade Dolus-le-Sec 657 invånare.

## Befolkningsutveckling
Antalet invånare i kommunen Dolus-le-Sec
Referens:INSEE